# 徐曉晰
徐曉晰（本名徐千惠，1968年5月23日—），出生於台灣台北市，台灣電視節目主持人。淡江大學德國語文學系畢業。以本名與吳倩蓮、岳玉蓉合組滾石唱片三人少女團體「野餐俱樂部」，因主持曾擔任MTV音樂頻道的VJ而聞名，如今已淡出演藝圈多年。徐曉晰2005年與加拿大華僑、從事金融業的金汶樁結婚，育有1子1女，2014年3月簽字離婚。
2014年3月15日，媒體指出徐曉晰傳出婚變，據友人指出，二人已離婚。
2019年自創燕麥奶品牌-鬆SONG。

## 外部連結
- 徐曉晰的Facebook專頁
- 徐曉晰的Instagram帳戶